# Off-White
Off-White (stylisé en Off-White™ ou OFF-WHITE c/o VIRGIL ABLOH™) est une marque italienne de vêtements et d'accessoires de mode appartenant à Off-White LLC. Fondée par l'Américain Virgil Abloh fin 2013 à Milan,,, elle s'inscrit dans la vague streetwear haut de gamme à l'instar de Vetements ou Balenciaga,. La marque est présente internationalement et dispose de 24 magasins à travers le monde, ainsi que de stands de revente à Barneys, Selfridges, Harrods ou les Galeries Lafayette Haussmann.
Les vêtements de la marque sont fortement reconnaissables avec l'utilisation des guillemets, des rayures diagonales ou encore des mentions faisant référence à la fonction du produit sur le produit lui-même. Le label a gagné en influence grâce à, par exemple, de nombreux partenariats avec de grosses marques au rayonnement internationales comme Nike, Levi's, IKEA ou encore Évian.

## Histoire
La société a été fondée pour la première fois sous le nom de "PYREX VISION" par l'homme d'affaires et styliste Virgil Abloh dans la ville italienne de Milan en 2012. Un an plus tard, Virgil Abloh rebaptise le label Pyrex Vision en Off-White , qui veut dire "blanc cassé" en anglais, et qui signifie que le monde n'est ni noir ni blanc mais nuancé.
Il présente de plus en plus fréquemment des collections lors des défilés de la Fashion Week. Les produits Off-white sont vendus dans des magasins de détail à Hong Kong, Tokyo, Milan, Londres, New York et Paris.
Ses vêtements ont depuis été portés par nombre de célébrités comme Rihanna, Travis Scott, Beyoncé, Drake, Jay-Z, Kylie Jenner, ou encore Kanye West.
En août 2019, José Neves (en), propriétaire de Farfetch, a acheté New Guards Group, l'organisation mère d'Off-White pour 675 millions de dollars.
En juillet 2021, la marque Off-White est rachetée par LVMH, rejoignant ainsi le groupe de luxe français de Bernard Arnault (Louis Vuitton, Dior, Fendi, Givenchy etc.). M. Abloh reste actionnaire à hauteur de 40 % et continue d'assurer la direction artistique des collections hommes pour Louis Vuitton. 
À la suite de la mort de Virgil Abloh en novembre 2021, le styliste Ib Kamara est nommé directeur artistique du label.
Le 1er aout 2024, LVMH vend la marque Off-White à Bluestar Alliance une société américaine.

## Collaborations
Off-White a également fait beaucoup de collaborations, notamment avec Nike, Levi's, Jimmy Choo, IKEA, Browns, Warby Parker, SSENSE, Sunglass Hut, Champion, Converse, Umbro, Rimowa, Timberland, ou les frères Bouroullec pour la collection printemps-été 2020.